# Bakouma Airport
Bakouma Airport är en flygplats i Centralafrikanska republiken.   Den ligger i prefekturen Mbomou, i den centrala delen av landet, 500 km öster om huvudstaden Bangui. Bakouma Airport ligger 550 meter över havet.
Terrängen runt Bakouma Airport är platt. Trakten runt Bakouma Airport är nära nog obefolkad, med mindre än två invånare per kvadratkilometer..
I omgivningarna runt Bakouma Airport växer huvudsakligen savannskog.